# Llanura costera

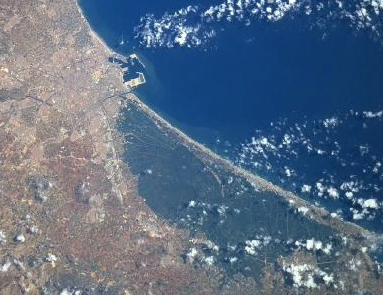
Imagen de satélite de la llanura costera valenciana, en el entorno del
Parque natural de la Albufera.

Llanura costera o llanura litoral es la denominación geomorfológica de una llanura  que se dispone junto a un mar (incluyendo los mares interiores). Usualmente la llanura costera se prolonga bajo el mar en lo que se conoce como plataforma continental.
En geología, la llanura costera es una prolongación del continente, y frecuentemente es producto de aluviones sedimentados por la acción de los ríos (que en ocasiones pueden incluso haber sido causados en parte por la acción del hombre -antrópica-).
Una de las más extensas del mundo es la llanura litoral de la costa oriental de América del Sur, en torno al Río de la Plata.
En Estados Unidos este término se aplica a la plataforma continental primitiva, que dio lugar a las largas llanuras litorales de la costa del océano Atlántico y del golfo de México, sucesivamente emergidas y hundidas en distintos momentos de regresión y transgresión marina ocurridos desde la era mesozoica, como demuestra el tipo de depósitos sedimentarios que las componen. La llanura costera del Golfo se extiende 800 km al interior con las llanuras del río Misisipi y el Ohio.
En España la más extensa es la llanura litoral valenciana, y más al norte esta la depresión prelitoral catalana. La depresión del Guadalquivir termina en una gran llanura costera sobre el golfo de Cádiz.
En Chile se hallan las planicies litorales.